# De Zwaluw (Hoogeveen)
De molen De Zwaluw staat aan de Van Echtenstraat te Hoogeveen. Het is een rietgedekte, achtkantige houten stellingmolen op een achtkantig gemetselde romp. De molen is een rijksmonument onder het nummer 22254.

## Geschiedenis
Al voor 1715 stond er in Hoogeveen een molen.
In 1716 werd een tweede molen gebouwd door Roelof Steenbergen van Ten Arlo aan het Krakeel, de huidige van Echtenstraat. In 1787 werd deze molen vervangen door een stenen molen.
In 1826 kwam de molen in handen van Lucas Quirinus Robaard. In 1833 brandde de molen, door een brand die oversloeg van de molenaarswoning naar de molen, af. Een jaar later, in 1834 werd de molen herbouwd (de huidige). De stenen romp dateert nog uit 1787, het houten achtkant is van 1834. Meeuwes Robaard, zoon van Lucas, werd in 1835 molenaar, hij leefde tot 1906. In 1907 werd Cornelius Thomas eigenaar van de molen, hij werd in 1925 opgevolgd door zijn zoon Jacob die het molenaarsbedrijf tot 1964 uitoefende. In 1947 werd de molen gerestaureerd. Op 2 september 1956 werd de molen door brand getroffen. In 1960 werd de schade van de brand hersteld. Deze werkzaamheden duurden tot september 1961.
In 1976 verkocht Thomas de molen aan de gemeente Hoogeveen, maar bleef nog lange tijd actief op de molen, bijgestaan door vrijwillige molenaars. Eigenaar van de molen is, sinds 1976, de gemeente Hoogeveen.
In 1983 kreeg de molen haar huidige naam. In 1999 werd de molen wederom gerestaureerd.

## Achtergrond
De molen is maalvaardig en draait op professionele basis. De molen heeft momenteel twee molenstenen die door de wieken worden aangedreven, en een derde die door een elektrische motor wordt aangedreven.
De wieken hebben een vlucht van 24,60 meter, en stellinghoogte is 9.80 meter.

## Molenaars
Eerste molen
- Roelof Steenbergen 1716-87

Tweede molen
- Roelof Steenbergen 1787-1807
- Meeuwes Steenbergen 1807-26
- Lucas Quirinus Robaard 1826-33

De Zwaluw
- Lucas Quirinus Robaard 1834-35
- Meeuwes Robaard 1835-1906
- Koop Robaard 1906-27
- C Thomas 1927-38
- Jacob Thomas 1938-75, 1980-91
- Bert van Uffelen 1980-2003
- H Valkenhoff 1983 - heden
- J N J Vondeling 2003 - heden.
- A Mulder 2006 - heden